# 水樹美葉
水樹美葉（日语：水樹うるは，1992年12月3日—），日本AV女優、電視藝人。出身於京都府。

## 人物
2012年4月2日成為惠比壽麝香葡萄的8期生，於東京電視台演出『おねだりマスカットSP!』。
在2012年6月25日販售的『週刊Playboy』中展示她的第一張裸照。2012年7月25日販售的『新人！kawaii*専属デビュ→ 現役アイドル！AV解禁だょん♪』為AV出道作。
興趣是玩遊戲、看動畫和Cosplay。擅長料理。喜歡貓。

## 外部連結
- 水樹うるは 週プレモバイル